# 42 Juegos de Siempre
42 Juegos de Siempre (conocido como Clubhouse Games en Estados Unidos y Latinoamérica, 42 All-Time Classics en Europa y Daredemo Asobi Taizen だれでもアソビ大全 en Japón) es un videojuego para la videoconsola portátil Nintendo DS desarrollado por Agenda, perteneciente a la saga Touch! Generations, y en el que están disponibles cuarenta y dos juegos de mesa de los de toda la vida, como el póker, el billar, el backgammon, el ajedrez, las damas, los bolos, etc. Fue estrenado en España el 29 de septiembre de 2006.
El juego incluye la posibilidad de jugar a la mayoría de los juegos con jugadores de todo el mundo
mediante la Conexión WiFi de Nintendo.

## Juegos

### Juegos de Cartas elementales
- La mona: Consiste en ir pasándose cartas entre todos los jugadores del mismo modo que se hace en burro y cada vez que conseguimos una pareja, nos descartamos de ella. La única carta que no tiene acompañante es una reina y se denomina la "mona". Quien se queda con ella, pierde.
- Spit: Es el rápido que jugábamos en nuestra infancia. Hay dos montones en el centro y hemos de ir colocando las cartas sobre él lo antes posible. Para poder poner una carta, tiene que ser en una unidad superior o inferior a la existente. Sobre la mesa podemos tener como máximo cuatro cartas y si ninguno puede poner se cogen una carta del mazo de cada uno y se sitúa sobre los dos montones.
- Mentiroso: El propio nombre lo indica, hemos de ir poniendo cartas para descartárnoslas siguiendo un orden ascendente boca abajo en el montón central y podemos mentir o poner la que toca de verdad. También podemos acusar o ser acusados de mentirosos y, de serlo, nos llevamos todas las cartas que hubiera sobre la mesa. En caso contrario, se las lleva el que acusó.
- Sietes: Es igual que el cinquillo con un par de salvedades, al ser la baraja francesa la carta central es un siete y el máximo de veces que podemos pasar es tres.
- Memorama: El clásico de ir emparejando cartas que se encuentran dadas la vuelta en el que hemos de ir memorizando dónde se encuentran.
- Pig: Aquí se llamaría cuadrado, aunque no es idéntico. Contamos con cuatro cartas y a cada turno hemos de pasar una a otro jugador. Hemos de intentar conseguir cuatro iguales y, en vez de dar en el centro de la mesa y decir cuadrado, hemos de arrastrar una de las tres monedas disponibles a un círculo a la derecha, tanto si lo hemos conseguido nosotros como si lo ha hecho otro jugador.

### Juegos de cartas intermedios
- Blackjack: Similar a las siete y media, aunque con unas reglas algo más peculiares y elaboradas. El objetivo es llegar a 21 y debemos ir apostando fichas.
- Corazones: El mismo juego que encontramos de serie en el menú Inicio del sistema operativo Windows. Hay que ir echando cartas tratando de no llevarse ni los corazones ni la reina de picas ya que dan puntos, lo cual es negativo. Se termina cuando un jugador llega a 100 puntos.
- President: Conocido en nuestro país como culo, se juega en varias rondas y consiste, en cada una de ellas, en descartarse de todo lo que tengamos en mano. Para ello, hay que ir superando lo que haya encima de la mesa y se permiten parejas y escaleras. El que gana se convierte en presidente y el último en culo y en la siguiente ronda el culo tiene que darle sus mejores cartas al primero y el presidente las peores.
- Rummy: Parecido al chinchón, hemos de ir haciendo grupos de tres o más cartas ya sean series o escaleras y descartándolos sobre la mesa. También podemos añadir a grupos existentes.
- Seven Bridge: Casi idéntico al anterior, pero en este caso también podemos descartarnos de sietes automáticamente como si fueran grupos.
- Last Card: Conocido en Latinoamérica La Burra, pero ordenada de forma diferente. Consiste en deshacerse de todas las cartas. Para ello, hemos de ir poniendo en la mesa del mismo palo a la que haya puesta primero y, de no tener, hemos de robar del mazo hasta conseguirlas. El que coloca la más alta, gana el turno y escoge el palo a jugar del siguiente turno. Cuando se acaban las cartas del montón, robamos las que hay sobre la mesa y le vuelve a tocar el turno al primero que puso la de esa baza.
- Last Card Plus: Conocido También Mundialmente como UNO, pero solo con Barajas y por consecuencia sin cartas especiales o Comodines, en cambio los números normales tienen esa función: El 2 hace que el siguiente jugador agarre 2 cartas del mazo, el 3 hace que se tomen 3 cartas y si ponen 2 encima de 2 o 3 encima de 3 se suman el número de cartas que se toman, el As hace que el siguiente jugador pierda un turno, el 8 cambia de palo y el 9 invierte el orden de jugadas. Cada turno se van colocando cartas del mismo valor o del mismo palo que la que está arriba sobre la mesa.

### Juegos de cartas complejos
- Póker: El clásico en el que se ha de ir apostando y se gana si tenemos una mano superior a la del resto, aunque también.
- Texas Hold'Em: Variante del póquer en la que en nuestro poder sólo tenemos dos cartas y las otras tres se comparten entre todos de las cinco que se colocan sobre la mesa.
- Nap: En este juego hemos de apostar cuántas bazas vamos a conseguir. Si hacemos la apuesta más alta, hemos de lograrla mientras que el resto de jugadores han de impedirlo. Sigue reglas como las del tute.
- Picas: Parecido al anterior, pero en esta ocasión por parejas. Cada equipo hace una apuesta y tiene que lograrla y si nos pasamos demasiado en el número de bazas conseguidas finalmente respecto a las que anunciamos somos penalizados.
- Bridge: Otro más similar a los dos anteriores en el que también se juega por parejas. Un equipo apuesta y el otro defiende. Sin embargo, uno de los dos componentes del par ofensivo es declarado muerto y sus cartas se ponen a la vista de todos. El otro miembro ha de jugar tanto con sus cartas como con las de su compañero.

### Juegos de tablero simples
- Damas chinas: En un tablero con forma de estrella, tenemos que llevar todas nuestras fichas a nuestro respectivo color en una de las puntas. Podemos ir saltando como en las damas tradicionales por encima de fichas ya existentes para así avanzar más rápido.
- Damas: El mismo de toda la vida, en un tablero igual que el de ajedrez tenemos una serie de ficha que sólo podemos mover en diagonal por los cuadros blancos y hemos de intentar comernos las de nuestro rival. Cuando una ficha llega al otro extremo del tablero se convierte en dama y se puede mover hacia atrás.
- Encasillados: Un juego de nuestra infancia en el que en una lámina punteada hemos de ir dibujando líneas para tratar de formar cuadrados y que los demás no los hagan. El que más cuadrados hace, gana.
- Hasami shogi: Hemos de intentar envolver las fichas rivales con dos nuestras ya sea por los dos lados o por arriba y por abajo para comérnoslas. Podemos desplazarnos tanto en vertical como en horizontal tantas casillas como deseemos.
- Reversi: También conocido como Othello, hay que ir colocando fichas en un tablero y todas las que queden entre la que situemos y las que ya hubiera nuestras que sean del contrario, pasan a convertirse a nuestro color.
- Conecta 5: El clásico de unir cinco fichas iguales, en esta ocasión se juega en un tablero de Go con fichas de este mismo juego.
- Barquitos: El hundir la flota al que jugábamos de pequeños.

### Juegos de tablero complejos
- Backgammon: El clásico; En un tablero que en realidad es una línea de casillas triangulares, hemos de tratar de llevar nuestras fichas de un extremo al otro y evitar que el rival haga lo propio tirando dos dados para ver cómo movemos. Cuando una ficha está sola en una casilla, puede ser comida y es devuelta al principio, pero si hay dos o más no.
- Ajedrez: El juego clásico.
- Shōgi: Se trata de un juego similar al ajedrez pero en su versión japonesa. Encontramos fichas, reglas y movimientos similares, pero las fichas capturadas pueden ser usadas por el que las captura.
- Batalla campal: El clásico estratego en el que tenemos fichas de varios rangos militares y algunas especiales como aviones o minas, y hemos de capturar la bandera enemiga enfrentando nuestras unidades con las suyas, aunque sin saber cuál es el valor de las fichas del contrario ni él el de las nuestras.
- Ludo: Versión simplificada del parchís en un tablero mucho más pequeño y con la pérdida de varias reglas, como el triple seis o poder hacer puentes.

### Juegos variados
- Burbujas: Juego en el que hemos de agitar una botella pero evitando que salte el tapón y esperando que sí lo haga en los turnos del resto.
- Dominó: Este clásico de bares se presenta con diversas variantes para jugar como más nos guste.
- Koi koi: El juego con el que Nintendo comenzó su existencia, pues al principio se trataba de una compañía que fabricaba naipes de la baraja "hanafuda", la misma que emplea Koi koi. Hemos de emparejar cartas que sean del mismo mes y realizar varias combinaciones para lograr puntos.
- Pinchaglobos: El ahorcado, pero en lugar de ir dibujando un monigote colgado, vamos pinchando globos si fallamos. Podemos ver las letras falladas por nuestros rivales pero no las acertadas.

### Juegos de habilidad
- Bolos: Los bolos, en el que sólo hemos de deslizar el puntero hacia arriba intentando acertar y dar fuerte.
- Dardos: De las muchas variantes que tienen los dardos, aquí nos encontramos sólo tres, máxima puntuación, cuenta atrás y cricket.
- Billar: En esta versión, como no podía ser de otro, golpeamos la bola blanca con el puntero y tenemos varios tipos de juego disponibles.
- Balanza: Hemos de intentar colocar fichas manteniendo el equilibrio en una balanza. Si nos equivocamos lo más mínimo, todo se viene abajo y perdemos.
- Conquista: Tenemos que hacernos con casillas con puntos en varios tipos de tablero e intentar hacernos con las de los rivales tirándolos fuera.

### Juegos en solitario
- Solitario: El mismo que todos tenemos en el computador y al que le hemos dedicado horas y horas.
- Fuga: Puzle con numerosos niveles en el que hemos de intentar sacar una ficha de un tablero moviendo las adyacentes.
- Solitario mahjong: Otro clásico, que consiste en ir emparejando fichas que se encuentran amontonadas para poder acceder a las de los pisos inferiores y así librarnos de todas.

## Modos de juego
En 42 juegos de siempre encontramos tres opciones de juego individual distintas. La primera, es la sala de juegos y básicamente se trata de poder jugar libremente a cualquiera de los incluidos en esta recopilación pudiendo configurarlos a nuestro gusto con numerosos parámetros como pueden ser número de jugador, tipo de tableros, activación o desactivación de algunas reglas concretas, etc.
El modo colección nos presenta los cuarenta y dos juegos de manera lineal y hemos de ir superándolos de uno en uno para acceder al siguiente y así completar la torre de clásicos. Aquí es donde conseguimos desbloquear los que de inicio no están disponibles, simplemente ganándolos.
En realidad, no es imprescindible ganar salvo en dos (solitario y fuga) ya que aunque quedemos últimos vamos acumulando sellos y con tres podemos seguir avanzando. Tras pasarnos la torre una vez, se liberan dos modos de dificultad más complejos para que reintentemos de nuevo la subida por los cuatro niveles con una mayor complejidad.
Por último, nos encontramos el modo prueba. Se trata de varios desafíos, un total de 30, que nos ofrecen situaciones particulares de juego que hemos de superar. Por ejemplo, nos pueden pedir quedar primeros al President, lograr 150 puntos en Koi-Koi, conseguir tres plenos seguidos jugando a los Bolos y más del mismo estilo.
Podemos desbloquear varias cosas jugando en cualquiera de los tres modos, como un nuevo estilo de música, nuevos diseños para las cartas o iconos adicionales para utilizar como avatar en multijugador tanto local como a través de Wi-Fi Connection.